# Dorfkirche Mellin

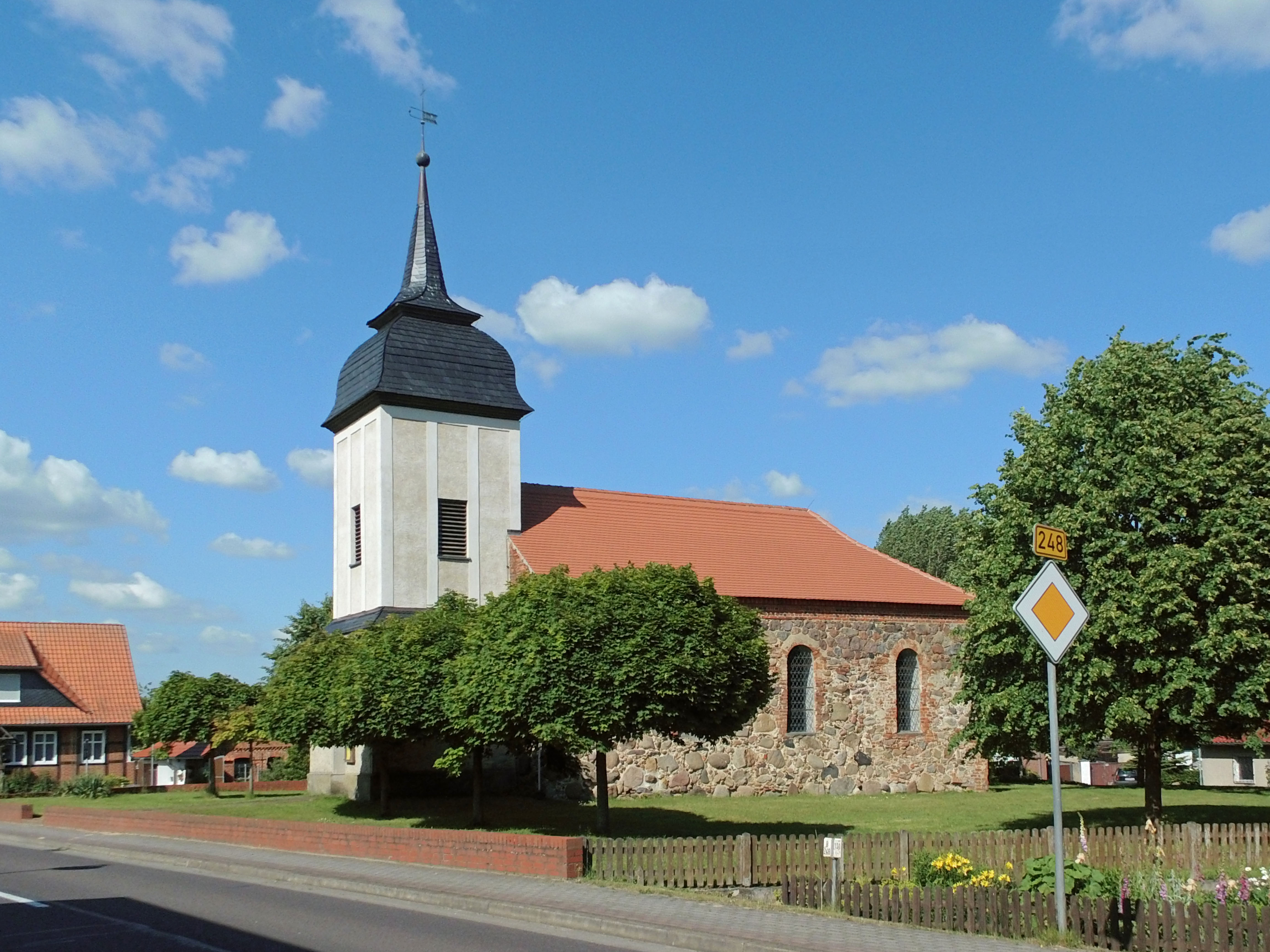
Dorfkirche Mellin

Die evangelische Dorfkirche Mellin ist eine im Kern vermutlich spätmittelalterliche Saalkirche im Ortsteil Mellin von Beetzendorf im Altmarkkreis Salzwedel in Sachsen-Anhalt. Sie gehört zum Pfarrbereich Beetzendorf im Kirchenkreis Salzwedel der Evangelischen Kirche in Mitteldeutschland. Das Gebäude steht unter Denkmalschutz.

## Geschichte und Architektur

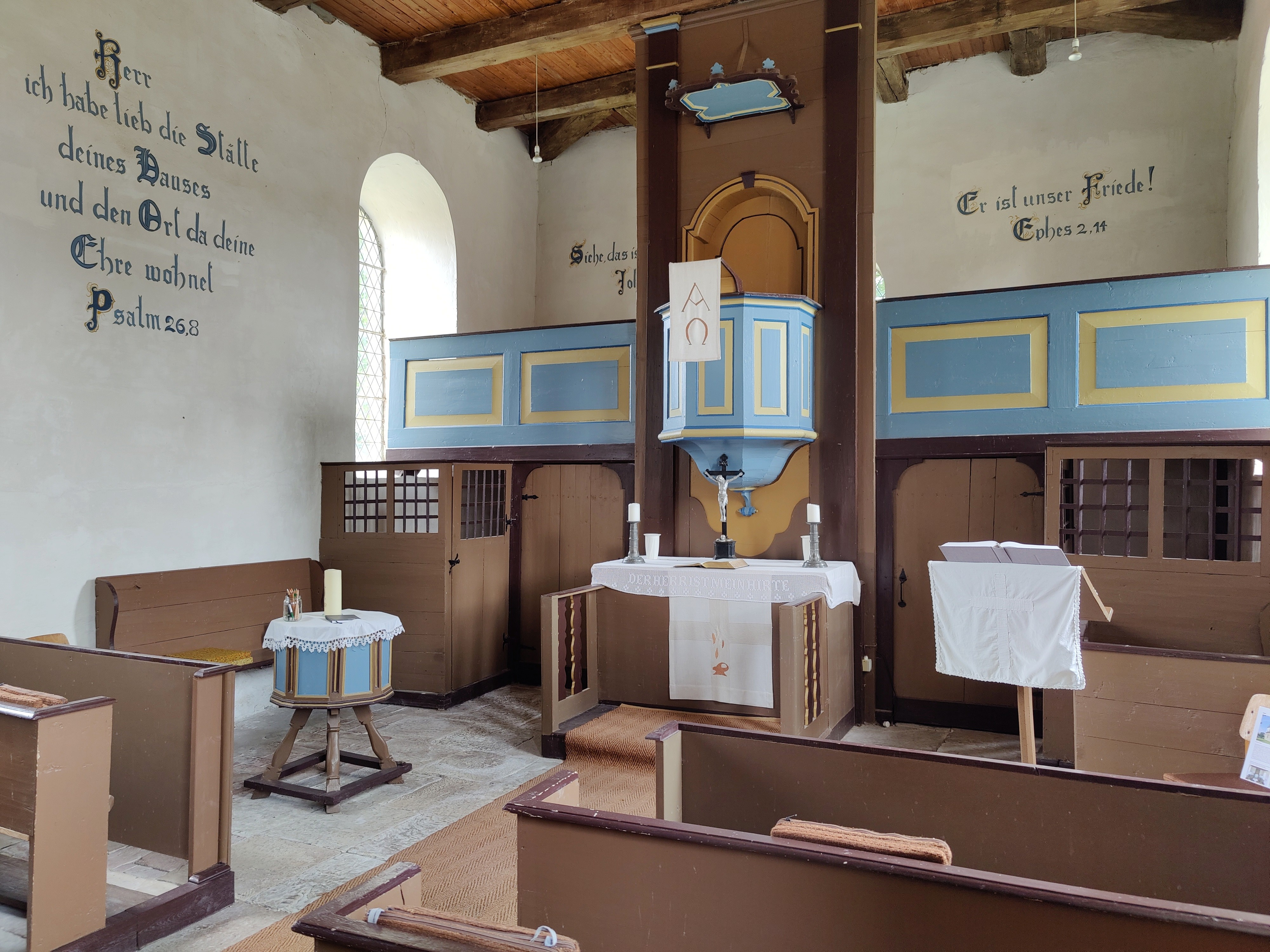
Innenansicht zum Altar

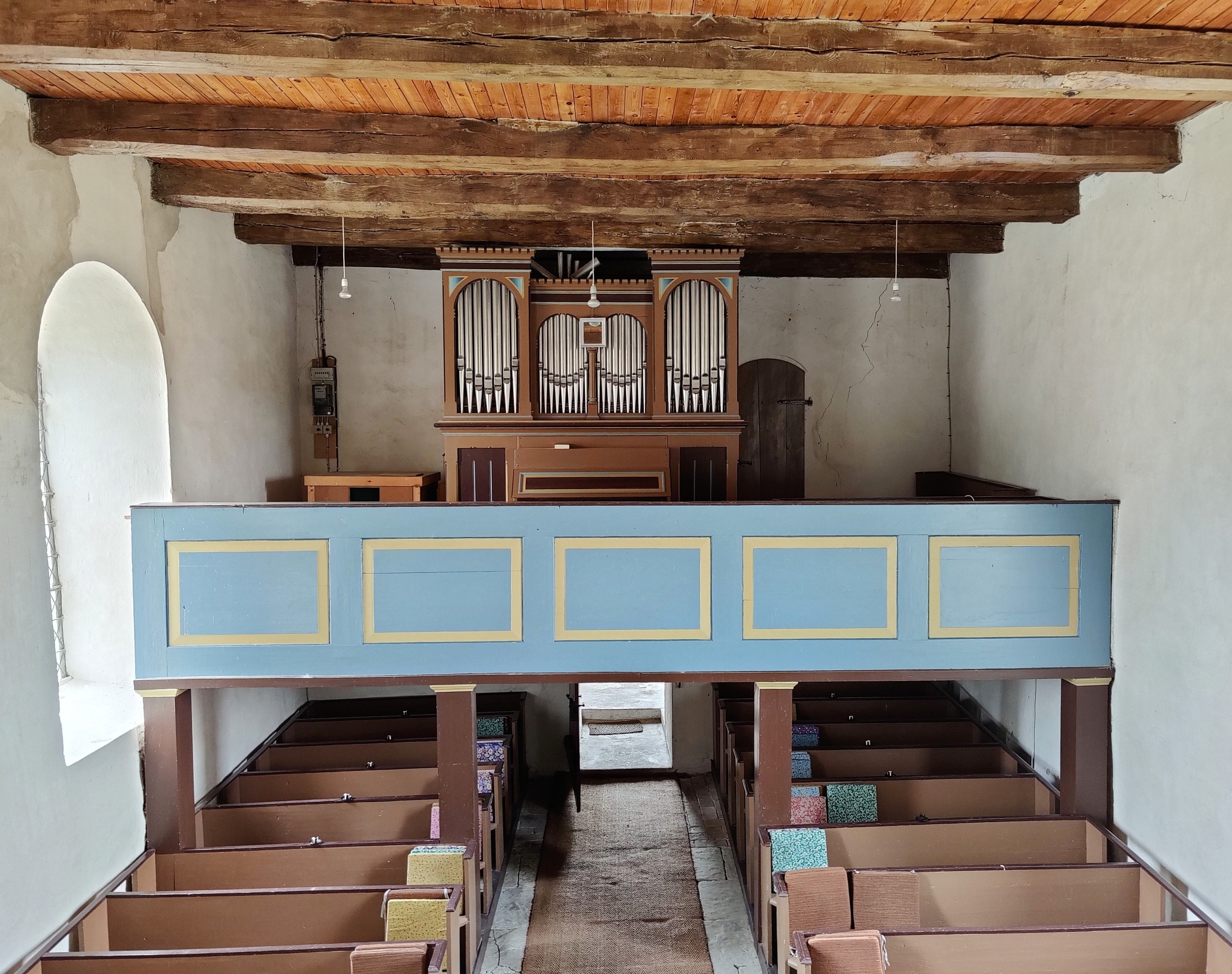
Innenansicht nach Westen

Die Saalkirche wurde im 14. Jahrhundert auf rechteckigem Grundriss in Feldsteinmauerwerk erbaut und danach mehrfach in Backstein eingreifend umgebaut. Sie zeigt auf der Südseite ein heute vermauertes Segmentbogenportal. Die heutige Gestalt ist durch einen Umbau im 18. Jahrhundert gekennzeichnet. Dabei erhielt die Kirche große Rundbogenfenster und wurde durch einen quadratischen Westturm mit massivem Sockel ergänzt, der einen verschieferten Oberbau und eine vierseitige Schweifhaube mit abgesetzter oktogonaler Spitze trägt. Die Glocke ist aus dem Jahr 1885 und wird noch per Seilzug betätigt. Das Innere ist flach gedeckt. Im Westen ist eine Empore eingebaut. Auffällig sind mehrere Schriftworte, die vermutlich im 19. Jahrhundert mit kunstvollen Initialen an die Wände gemalt wurden. Die letzte Instandsetzung der Kirche erfolgte 1985–1988.

## Ausstattung
Die schlichte Ausstattung mit einem Kanzelaltar und einer hölzernen Taufe entstammt vermutlich dem späten 18. Jahrhundert. Ein Kruzifix aus der ersten Hälfte des 15. Jahrhunderts ist erhalten, aber durch eine unsachgemäße neuzeitliche Fassung stark beeinträchtigt. Die Glocke ist ein Werk der Gebrüder Ulrich in Apolda aus dem Jahr 1885.

## Orgel
Die Orgel mit wohlproportioniertem, neuromanischem Prospekt wurde um 1898 von August Troch erbaut. Sie verfügt über fünf Register auf einem Manual und Pedal. Die Spieltraktur ist mechanisch, die Registertraktur pneumatisch. Eine grundlegende Sanierung erfolgte 1991 durch Jörg Dutschke; 1996 wurden die bis dahin fehlenden Prospektpfeifen eingebaut. Die Disposition lautet:
| Manual C–f3 |    |
| Principal   | 8′ |
| Hohlflöte   | 8′ |
| Gamba       | 8′ |
| Flöte dolce | 4′ |

| Pedal C–d1 |     |
| Subbaß     | 16′ |

- Koppeln und Spielhilfen: Pedalkoppel, „Volles Werk“